# یولس (تگزاس)
یولس، تگزاس(به انگلیسی: Euless, Texas) شهری در ایالت تگزاس از ایالات جنوبی ایالات متحده آمریکا است. در سرشماری سال ۲۰۰۰، جمعیت این شهر ۵۳۴۰۰ نفر اعلام شد.